# Federazione cestistica dell'Oman
La Federazione cestistica dell'Oman è l'ente che controlla e organizza la pallacanestro in Oman.
La federazione controlla inoltre la nazionale di pallacanestro dell'Oman. Ha sede a Mascate e l'attuale presidente è Sulaiman Ali Hedeb Al-Balushi.
È affiliata alla FIBA dal 1987 e organizza il campionato di pallacanestro dell'Oman.